# 香山街道 (驻马店市)
香山街道，是中华人民共和国河南省驻马店市驿城区下辖的一个乡镇级行政单位。

## 行政区划
香山街道下辖以下地区：
香山村、前张村、梨园村、闫楼村、杨楼村和孙店村。